# Gesa Stadium
Gesa Stadium – stadion baseballowy w Pasco, w stanie Waszyngton. Obiekt został otwarty w 1995 roku. Może pomieścić 3654 widzów. Swoje spotkania rozgrywa na nim drużyna Minor League Baseball, Tri-City Dust Devils występująca w Northwest League. Stadion początkowo nosił nazwę Tri-Cities Stadium, później został przemianowany na Dust Devils Stadium, a obecną nazwę nosi od 2008 roku na mocy umowy sponsorskiej z Gesa Credit Union.